# Siganus woodlandi
Siganus woodlandi is een straalvinnige vissensoort uit de familie van konijnvissen (Siganidae). De wetenschappelijke naam van de soort is voor het eerst geldig gepubliceerd in 2005 door Randall & Kulbicki.